# 史特靈城堡

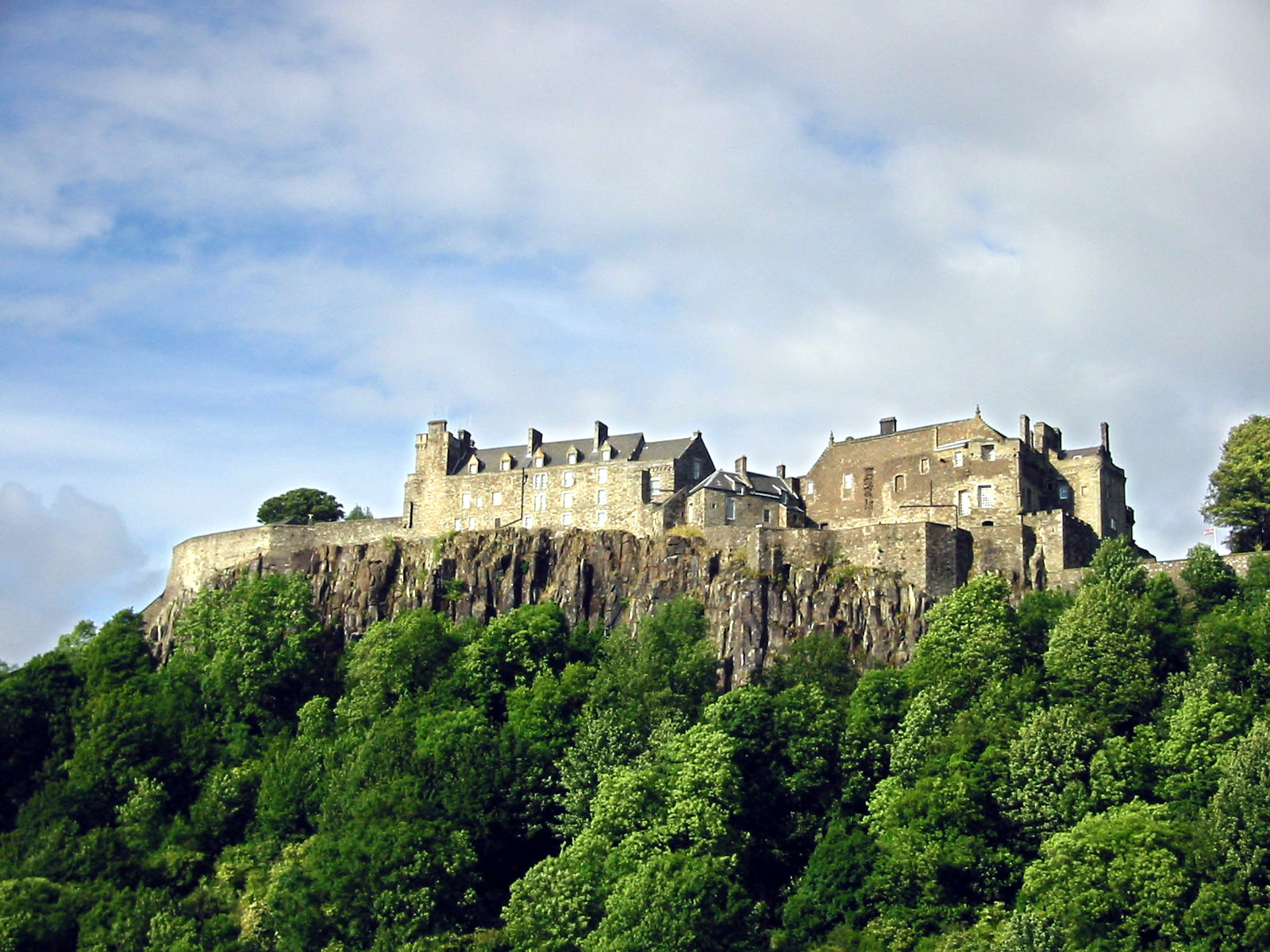
斯特靈城堡

斯特靈城堡（Stirling Castle）是一座落於蘇格蘭斯特靈城堡山（Castle Hill）上、三面有峭壁的要塞城堡建築。

## 历史
雖然早在史前時代此處就已經有人類活動的蹤跡，但直到1110年蘇格蘭國王亚历山大一世在此處興建一座禮拜堂，才第一次有了實際在此處設有建築的正式紀錄。至於今日所見到的史特靈城堡，則幾乎都是在15世紀末至16世紀末的期間，由斯圖亞特王朝的詹姆斯四世、詹姆斯五世與詹姆斯六世等幾位國王在位的期間所修築。
目前的史特靈城堡是蘇格蘭文物局所管理的在册古迹。